# TTÜ100
Der Satellit TTÜ100, auch als Hämarik (deutsch: Dämmerung) bekannt, ist ein estnischer 1U-Cubesat. Er startete am 3. September 2020 mit einer Vega-Rakete. Der Satellit wurde in Kollaboration mit der estnischen Raumfahrtabteilung von der Technischen Universität Tallinn entwickelt.
Der Zweck von TTÜ100 ist es, die Ausbildung von Studenten im Bereich der Raumfahrttechnik zu fördern und Erfahrungen in der Satellitenkommunikation zu sammeln. Dazu verfügte er über eine X-Band-Antenne und eine Erdbeobachtungskamera, mit der er Daten für die Fernerkundung im sichtbaren und infraroten Spektrum aufzeichnete.

## Weblink
- Seite der Technischen Universität Tallinn